# Cô cô xanh
Cochoa viridis là một loài chim trong họ Turdidae.

## Hình ảnh

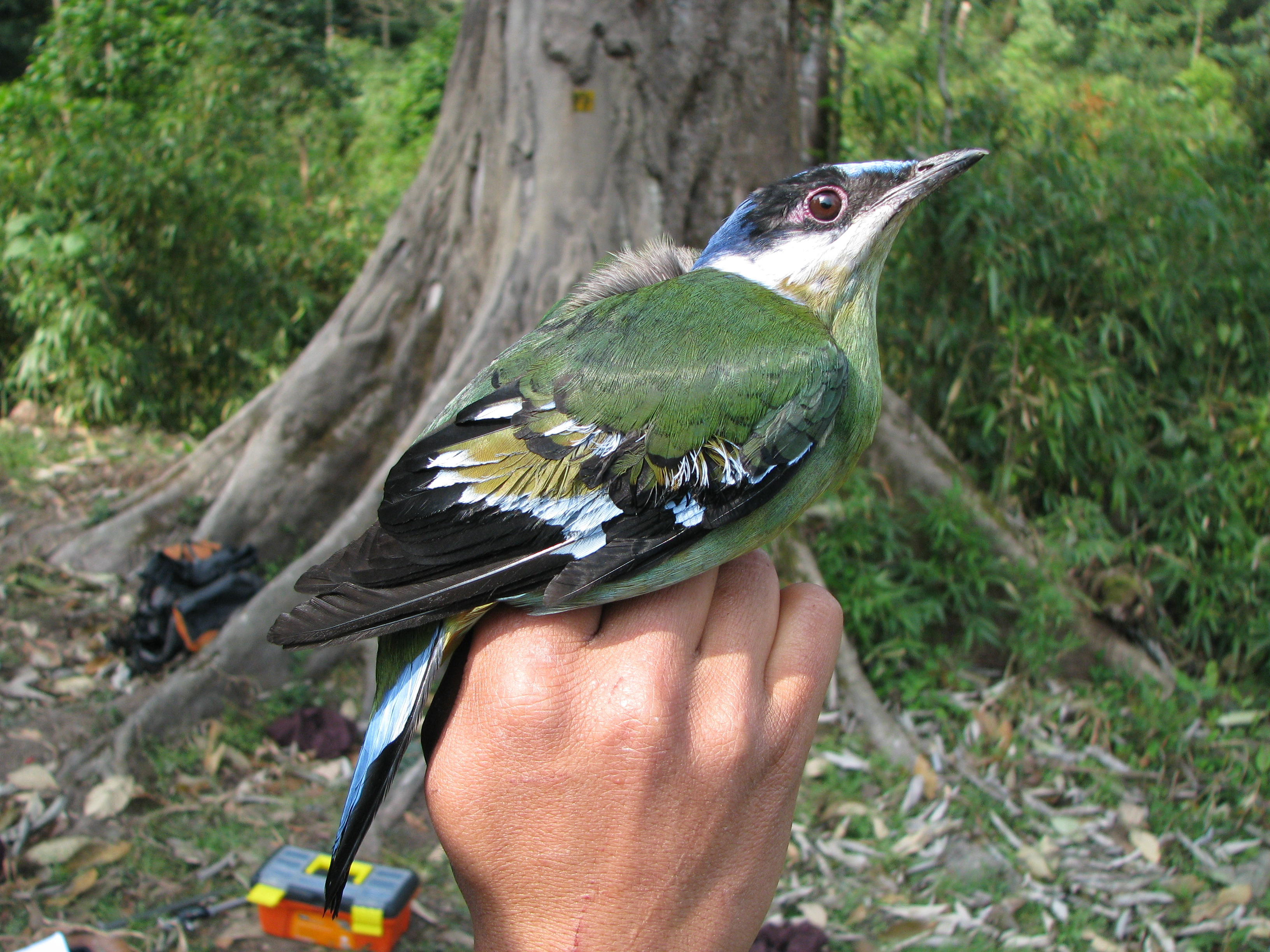
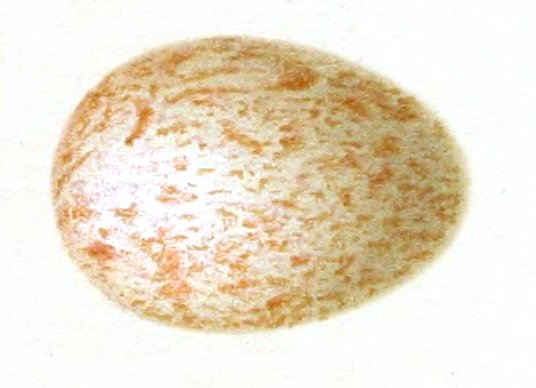
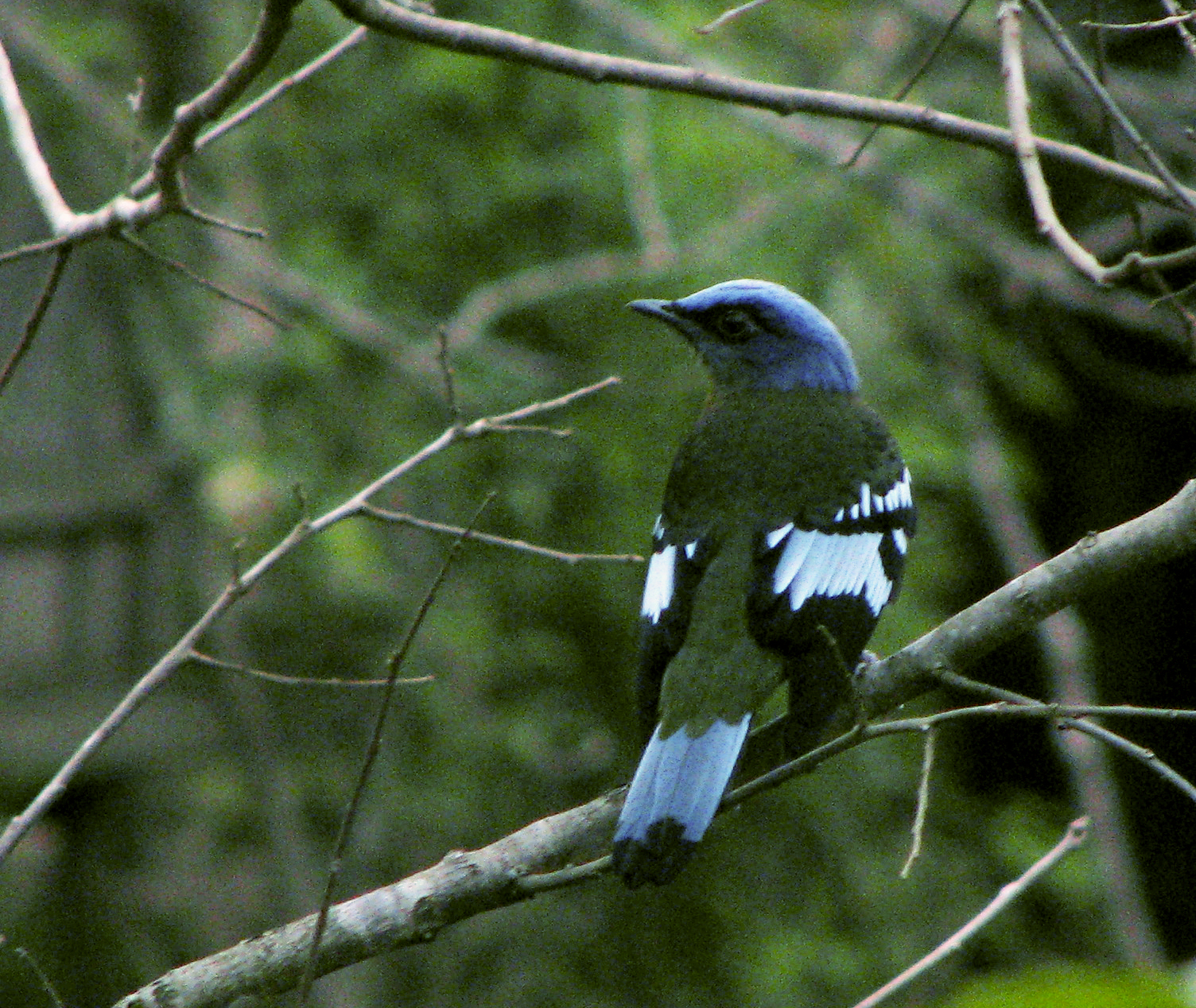